# کریستین کیوو
کریستین چیوو (به انگلیسی: Cristian Chivu) (زاده ۲۶ اکتبر ۱۹۸۰) بازیکن پیشین و سرمربی کنونی فوتبال اهل رومانی است که هم اکنون هدایت باشگاه فوتبال اینتر میلان را برعهده دارد.

## زندگی شخصی
چیوو علاوه بر زبان مادری‌اش زبان رومانیایی، به زبان‌های ایتالیایی، هلندی، اسپانیولی و انگلیسی صحبت می‌کند.
پدرش، میرچا چیوو نیز فوتبالیست و مربی بود ورزشگاه میرچا چیوو واقع در شهر رشیتسا به افتخار او نامگذاری شده است. چیوو در چند سال گذشته در افتتاح مدارس فوتبال در سراسر رومانی مشارکت داشته است و با اشاره به پدرش که در سال ۱۹۹۸ درگذشت گفته است: «امیدوارم وقتی به من نگاه می‌کند، افتخار کند».
کیوو با آدلینا الیسی ازدواج کرده است. ثمره این ازدواج دختری به نام ناتالیا بوده است که در ۱۲ فوریه ۲۰۰۹ به دنیا آمد.

## عملکرد ملی

### جوانان
در سال ۱۹۹۸ چیوو به تیم ملی فوتبال زیر ۲۱ سال رومانی دعوت شد.

### بزرگسالان
چیوو به عنوان نماینده کشورش جام ملت های اروپا ۲۰۰۰، تیم ملی فوتبال رومانی را در جام ملت های اروپا ۲۰۰۴ و جام ملت های اروپا ۲۰۰۸ همراهی کرد.
او در ۱۸ سپتامبر ۱۹۹۹ در یک بازی دوستانه مقابل تیم ملی فوتبال قبرس اولین بازی ملی خود را برای رومانی انجام داد. اولین گل ملی خود را نیز در سومین بازی مرحله گروهی جام ملت های اروپا ۲۰۰۰ مقابل تیم ملی فوتبال انگلستان به ثمر رساند.

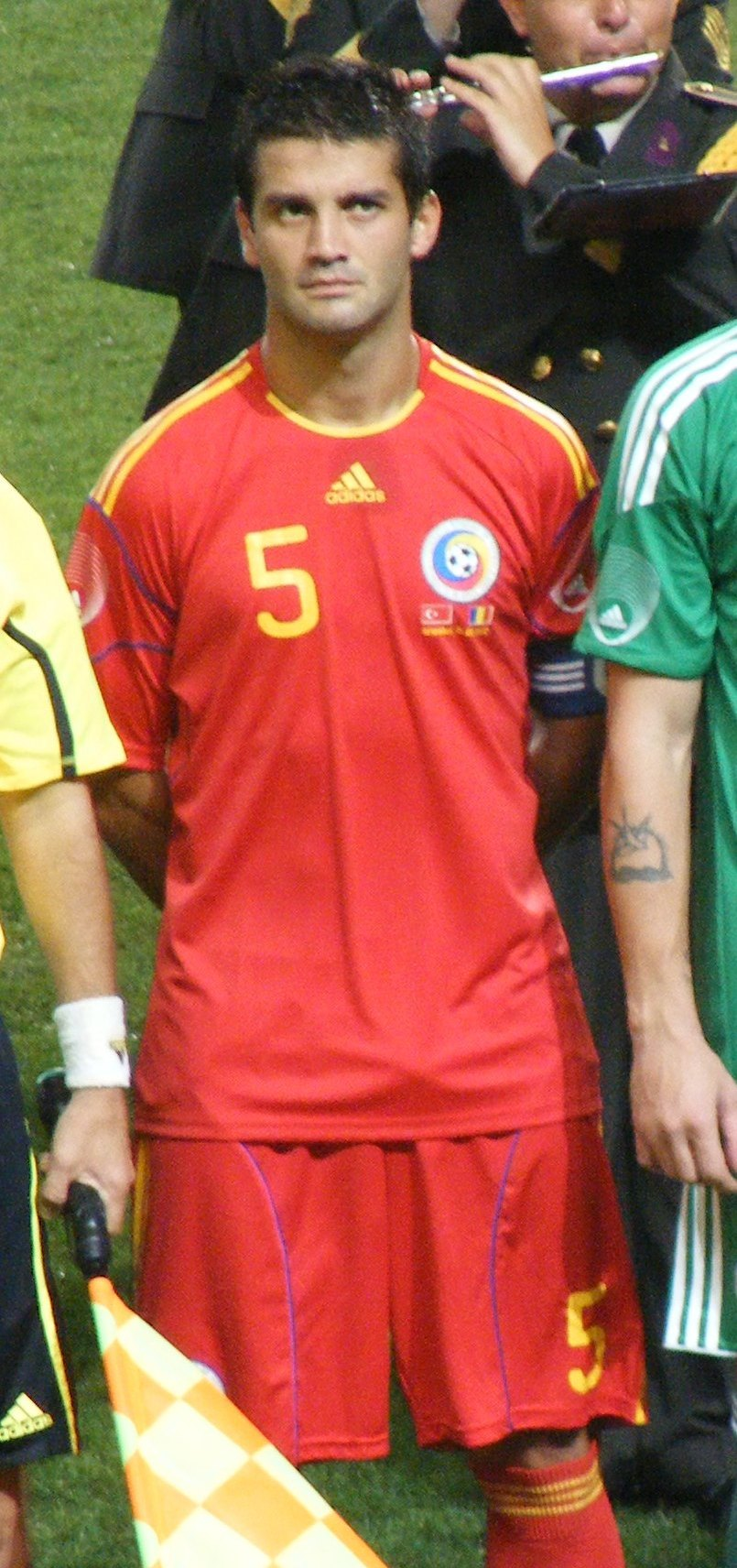
کیوو به عنوان کاپیتان تیم ملی فوتبال رومانی در سال ۲۰۱۰

او کاپیتان رومانی در مسابقات مقدماتی جام جهانی بود، اما آنها نتوانستند به جام جهانی ۲۰۱۰ صعود کنند. چیوو در ۱۱ نوامبر ۲۰۱۰ آخرین بازی ملی خود را برابر تیم ملی فوتبال ایتالیا انجام. و پس ۷۵ بازی و ۳ گل در تاریخ ۱۱ مهٔ ۲۰۱۱ از تیم ملی خداحافظی کرد..

## عملکرد مربیگری

### پارما
در تاریخ ۱۸ فوریه ۲۰۲۵ باشگاه فوتبال پارما اعلام کرد که کریستین چیوو را با قراردادی تا ژوئن ۲۰۲۶ به عنوان جانشین فابیو پکیا به خدمت گرفته است.

### اینتر میلان
در ۹ ژوئن ۲۰۲۵ او رسماً به عنوان جانشین سیمونه اینزاگی در باشگاه فوتبال اینتر میلان منصوب شد.

## افتخارات

### به عنوان بازیکن
رشیتا
- لیگ دسته دوم فوتبال رومانی(۱): ۹۷–۱۹۹۶

آژاکس
- لیگ برتر فوتبال هلند(۱): ۰۲–۲۰۰۱
- جام حذفی فوتبال هلند(۱): ۰۲–۲۰۰۱
- سوپر جام فوتبال هلند(۱): ۲۰۰۲

آ.اس. رم
- جام حذفی فوتبال ایتالیا(۱): ۰۷–۲۰۰۶

اینتر میلان
- سری آ(۳): ۰۸–۲۰۰۷، ۰۹–۲۰۰۸، ۱۰–۲۰۰۹
- جام حذفی فوتبال ایتالیا(۲): ۱۰–۲۰۰۹، ۱۱–۲۰۱۰
- سوپر جام فوتبال ایتالیا(۲): ۲۰۰۸، ۲۰۱۰
- لیگ قهرمانان اروپا(۱): ۱۰–۲۰۰۹
- جام باشگاه‌های جهان(۱): ۲۰۱۰

### شخصی
- استعداد سال آژاکس: ۲۰۰۰–۱۹۹۹
- بازیکن سال آژاکس: ۰۱–۲۰۰۰، ۰۳–۲۰۰۲
- کفش طلای هلند: ۲۰۰۲
- تیم منتخب سال اروپا: ۲۰۰۲
- بهترین فوتبالیست سال رومانی: ۲۰۰۲، ۲۰۰۹، ۲۰۱۰

## آمار مربیگری
تا تاریخ ۲ جولای ۲۰۲۵
| تیم         | کشور    | از            | تا          | رکورد | رکورد | رکورد | رکورد | رکورد   |
| تیم         | کشور    | از            | تا          | G     | W     | D     | L     | پیروز % |
| ----------- | ------- | ------------- | ----------- | ----- | ----- | ----- | ----- | ------- |
| پارما       | ایتالیا | ۱۸ فوریه ۲۰۲۵ | ۸ ژوئن ۲۰۲۵ | ۱۳    | ۳     | ۷     | ۳     | ۰۲۳     |
| اینتر میلان | ایتالیا | ۹ ژوئن ۲۰۲۵   | تا کنون     | ۴     | ۲     | ۱     | ۱     | ۰۵۰     |
| مجموع       | مجموع   | مجموع         | مجموع       | ۱۷    | ۵     | ۸     | ۴     | ۰۲۹     |

## آمار ملی

### گل‌های ملی
| شماره | تاریخ          | میزبان  | حریف            | نتیجه | رقابت                         |
| ----- | -------------- | ------- | --------------- | ----- | ----------------------------- |
| ۱     | ۲۰ ژوئن ۲۰۰۰   | شارلروآ | انگلستان        | ۳–۲   | جام ملت‌های اروپا ۲۰۰۰         |
| ۲     | ۷ سپتامبر ۲۰۰۲ | سارایوو | بوسنی و هرزگوین | ۳–۰   | مقدماتی جام ملت‌های اروپا ۲۰۰۴ |
| ۳     | ۳۱ مارس ۲۰۰۴   | گلاسگو  | اسکاتلند        | ۲–۱   | دوستانه                       |

### بازی‌های ملی
| رومانی | رومانی | رومانی | رومانی |
| سال    | بازی   | گل     |        |
| ------ | ------ | ------ | ------ |
| ۱۹۹۹   | ۱      | ۰      |        |
| ۲۰۰۰   | ۱۰     | ۱      |        |
| ۲۰۰۱   | ۸      | ۰      |        |
| ۲۰۰۲   | ۶      | ۱      |        |
| ۲۰۰۳   | ۹      | ۰      |        |
| ۲۰۰۴   | ۲      | ۱      |        |
| ۲۰۰۵   | ۶      | ۰      |        |
| ۲۰۰۶   | ۶      | ۰      |        |
| ۲۰۰۷   | ۸      | ۰      |        |
| ۲۰۰۸   | ۷      | ۰      |        |
| ۲۰۰۹   | ۶      | ۰      |        |
| ۲۰۱۰   | ۶      | ۰      |        |
| مجموع  | ۷۵     | ۳      |        |